# Eglinton Castle

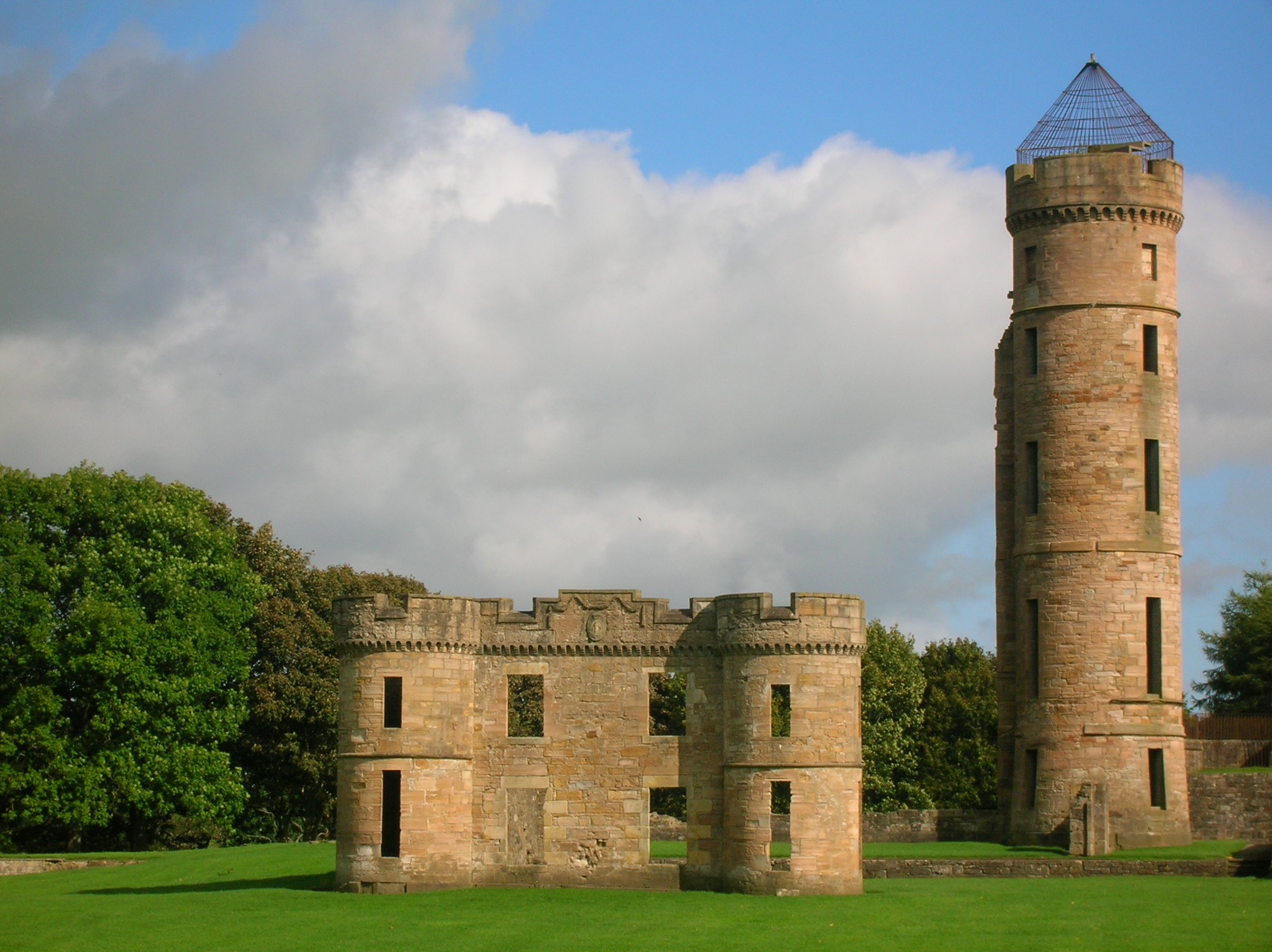
Ruinen von Eglinton Castle 2007

Eglinton Castle ist die Ruine eines großen, zinnenbewehrten Landhauses in Kilwinning in der schottischen Council Area North Ayrshire.

## Das Landhaus

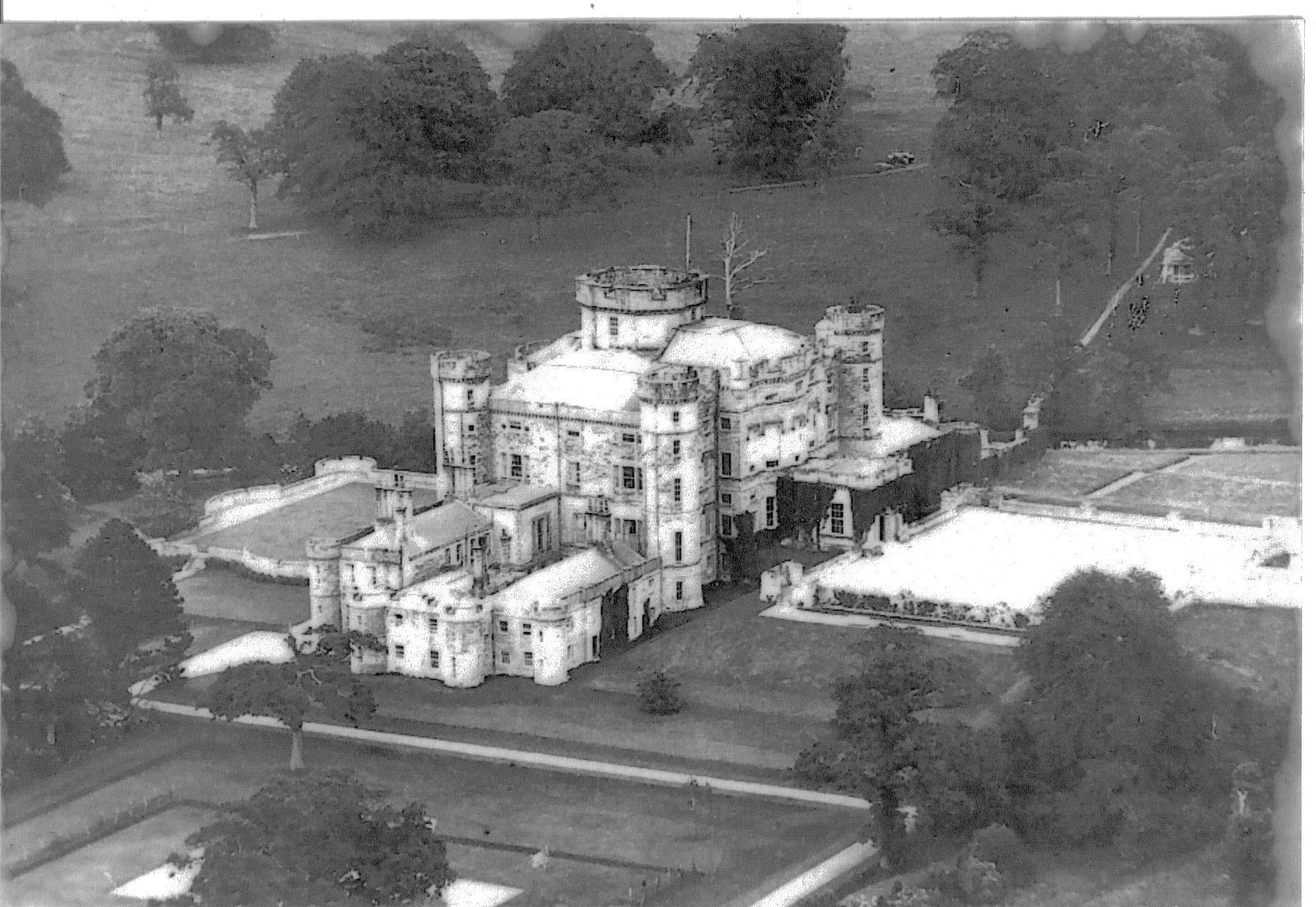
Eglinton Castle in den 1920er-Jahren

Der ehemalige Sitz der Earls of Eglinton liegt knapp südlich der Stadt Kilwinning. Die ursprüngliche Burg wurde 1528 vom Earl of Glencairn niedergebrannt. Das heutige Landhaus wurde von 1797 bis 1802 im neugotischen Stil erbaut. Es hatte einen zentralen, 30 Meter hohen, runden Donjon und vier 21 Meter hohe, äußere Türme; nur Culzean Castle übertraf es in Erscheinungsbild und Großartigkeit. Der Grundstein zum neuen Landhaus wurde 1797 gelegt und der 12. Earl of Eglinton war stolz, dass die Zeremonie von Alexander Hamilton aus Grange, Großvater des US-amerikanischen Politikers Alexander Hamilton, geleitet wurde.
Eglinton Castle war das bemerkenswerteste nach Robert Adam geschaffene, georgianische Landhaus in Ayrshire. Unter den vielen interessanten Stücken in dem Landhaus ist auch ein Stuhl aus Eichenholz aus der Kirche von Alloway und in den Rückenteil des Stuhles war eine Messingplakette eingelassen, die das ganze Gedicht von Burns mit dem Titel Tam O’Shanter trug. Er wurde 1925 auf einer Auktion verkauft. Das frühere Eglinton Castle wurde um 1563–1566 als „schöne Burg, aber ohne Stärke gegen jegliche Macht“ beschrieben. Ein Fluchttunnel soll von der alten Burg zu einer Felsengruppe auf dem Rasen vor der Burg geführt haben. Das Erscheinungsbild des alten Wasserfalls könnte der Grund für diese Geschichte gewesen sein, denn er sieht aus wie ein verschlossener Eingang. 1788 betrug die Gesamtfläche des Anwesens der Earls of Eglinton 208,296 km². Dies schloss Little Cumbrae sowie die Ländereien von Southanna und Eaglesham (Polnoon Castle) mit ein.
Die ursprüngliche Burg von Eglinton könnte bei Kidsneuk, Bogside gewesen sein, wo in großer Mound steht und Tonwaren ausgegraben wurden, die die Besiedelung des Geländes auf das 13. Jahrhundert datieren ließen.
Die ersten Besitzungen der Montgomerys waren die Baronie von Eaglesham und sein Polnoon Castle.

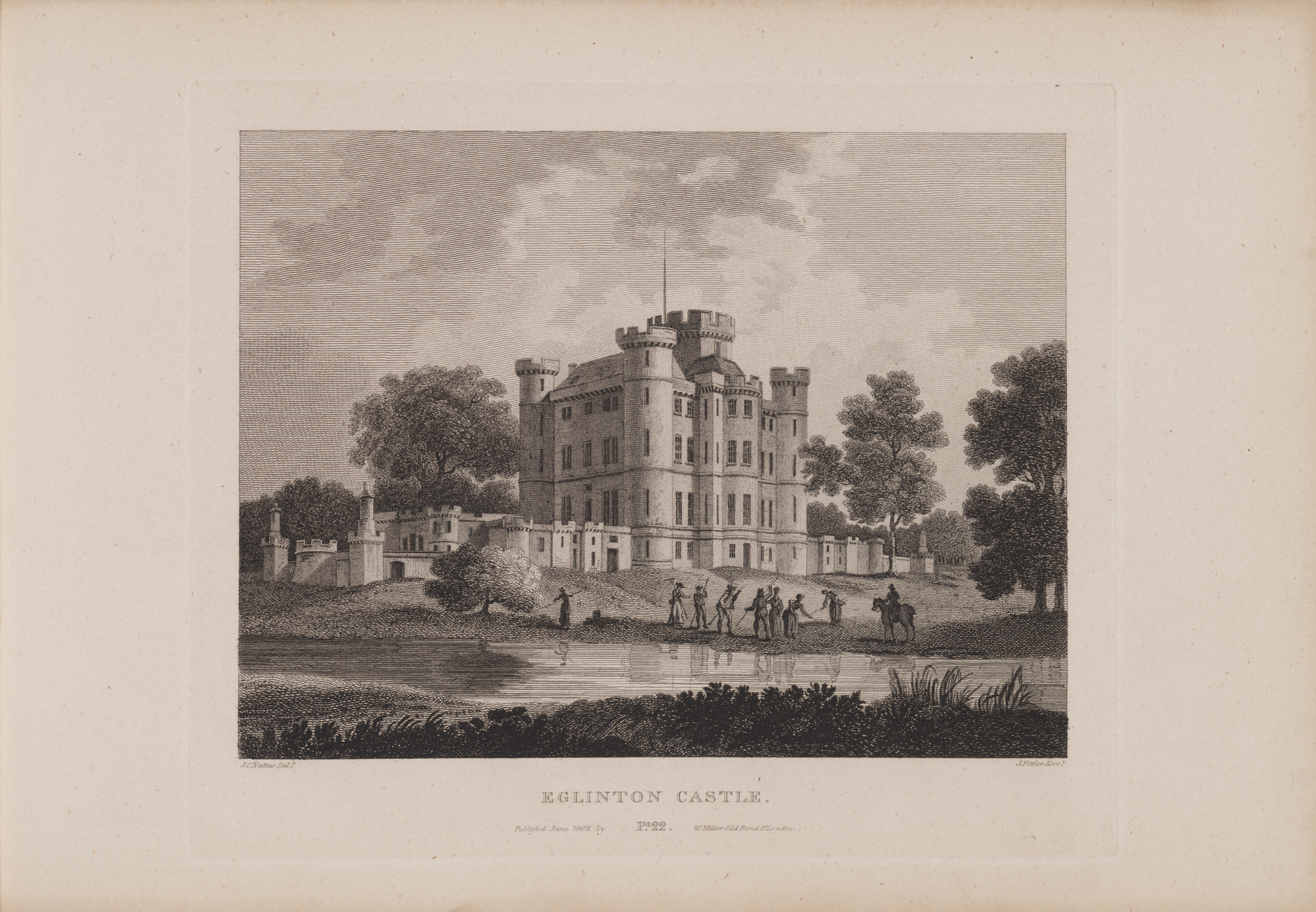
Radierung von Eglinton Castle von James Fittler in Scotia Depicta (1804)

Für 1691 sind in den Aufzeichnungen der Herdsteuer von Ayrshire für Eglinton Castle 25 Herde in Benutzung verzeichnet, die höchste Zahl an Herden für ein einzelnes Wohnhaus in Ayrshire. Es wurde vermerkt, dass der Earl die Herdsteuer nicht bezahlt hat. Das Haus des Earls in Kilwinning, die Easter Chambers oder das Wohnhaus des alten Abts hatten 15 Herde. 37 weitere Wohnhäuser waren in der Baronie Eglinton aufgeführt.
Die Stallungen wurden aus Bausteinen der Easter Chambers der Kilwinning Abbey erbaut, denn diese waren das Wohnhaus der Äbte und später der Earls von Kilwinning. 1784 wurde das Gebäude vier Monate lang abgerissen und die Bausteine nach Eglinton gebracht.
Der Bau des neuen Landhauses wurde nicht überall als Wohltat empfunden. Fullarton schreibt, dass „altersgraue Großartigkeit der alten Festung tief inmitten der dichten Wälder unerinnerlichen Wachstums begraben liegt, das sie eng einhüllt und verdeckt; keinem Erneuerungs- und Verbesserungsprojekt oder irgendeiner Veränderung wurde je erlaubt, die Heiligkeit ihrer Abgeschiedenheit zu stören oder die Gefühle selbst des penibelsten Verehrers der Dinge, wie sie sind oder, vielleicht richtiger, wagen zu sein, aus der Ruhe zu bringen.“ Die Burg soll einen Graben gehabt haben.

### Die Zeit der Covenanters
In den 1640er-Jahren wurde Alasdair MacColla von James Graham, 1. Marquess of Montrose, gesandt, um die Unterstützung für die Covenanters zu unterdrücken. Er plünderte das Land von Ayrshire einige Tage lang und forderte dann Geldstrafen. Neil Montgomerie aus Lainshaw handelte eine Strafe von 4000 Mark für das Anwesen in Eglinton aus; drei Pächter waren bereits umgebracht und einige Rehe und Schafe waren auch aus dem Park geraubt worden.

### Geheimtunnel
Es halten sich Gerüchte über einen Geheimtunnel, der von der Kilwinning Abbey unter dem Bean Yaird, unterhalb der Easter Chambers und der Leddy Firs und dann unterhalb des Garnock bis zum Eglinton Castle verlaufen soll. Es gibt keinerlei Beweise hierfür, wenn die Geschichte auch vielleicht in Zusammenhang mit der unterirdischen Gewölbegruft der Montgomeries steht, die es unter der alten Abtei gibt. Ein Geheim- oder Fluchttunnel soll auch vom Landhaus zum alten Wasserfall bei der Felsengruppe verlaufen. Es wird berichtet, dass ein Tunnel vom Eglinton Castle bis in die Nähe der heutigen ‚‘Castle Bridge‘‘ verlief. Dieser Tunnel war mit Steinen ausgekleidet und hoch genug, dass ein Mensch hindurchgehen konnte. Wahrscheinlich war dies der Hauptabwassergraben des Landhauses.

## Die Ziergärten
Sir William Brereton beschreibt die Landschaft bei seiner Reise von Glasgow nach Süden 1636 als „ein dürres und armes Land“, aber die Earls hatten Eglinton klar verbessert, da er kommentierte, dass das Land um Irvine „ein zartes, angenehmes, offenes, flaches Land“ war.

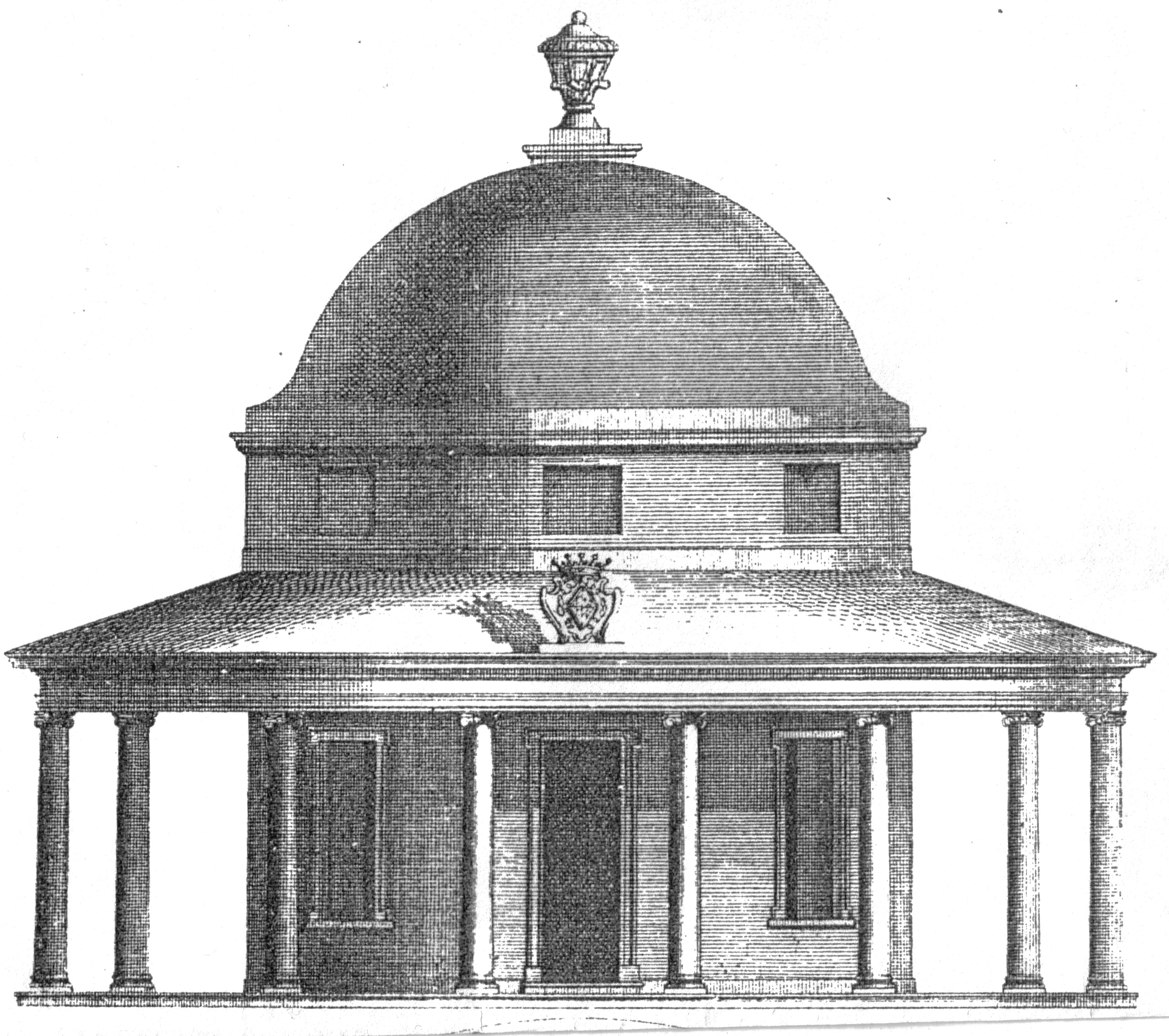
Ein Tempel, den die Countess of Eglinton für den Belvedere Hill vorgeschlagen hatte.

Das Anwesen des Landhauses wurden in einer Quelle aus den 1840er-Jahren, wie folgt, beschrieben:

„Seine fürstlichen Tore zeigten sich bald und wir dachten, wir würden unseren Weg nach Irvine leicht durch den Park finden. Es war ein reiches Vergnügen, in diesem ausgedehnten Anwesen zu wandern. Bald liefen wir auf einer schönen Avenue zu den Gärten. Die Gewächshäuser für Früchte und Blumen sind von beträchtliche Größe und als wir das Parterre erreichten, waren wir von der Eleganz erfreut, die es durchdrang. Ein glasiger Fluss mit einer silbrigen Kaskade glitt sanft durch diese Zauberregionen, als sei er sich des üppigen Paradieses bewusst, das er bewässerte. Weder der klassische Geschmack noch die Gartenbaukunst wollten dies in eine Zauberregion verwandeln. Zwei elegante, gusseiserne Brücken, Vasen, Statuen, eine Sonnenuhr; diese wunderschönen Kombinationen aus der Welt der Kunst mussten dem Betrachter gefallen. Auf dem Weg aus diesen luxuriösen Regionen wandelten wir wiederum durch dichte Wälder und erspähten gelegentlich Blicke auf das stolze Schloss, das über die Bäume lugte. Nach einiger Zeit fanden wir unseren Weg zu einem Sitz unter einigen edlen Trauerweiden und hier hatten wir einen schönen Blick auf das Schloss, das majestätisch über dem dichten Blätterdach thronte.“

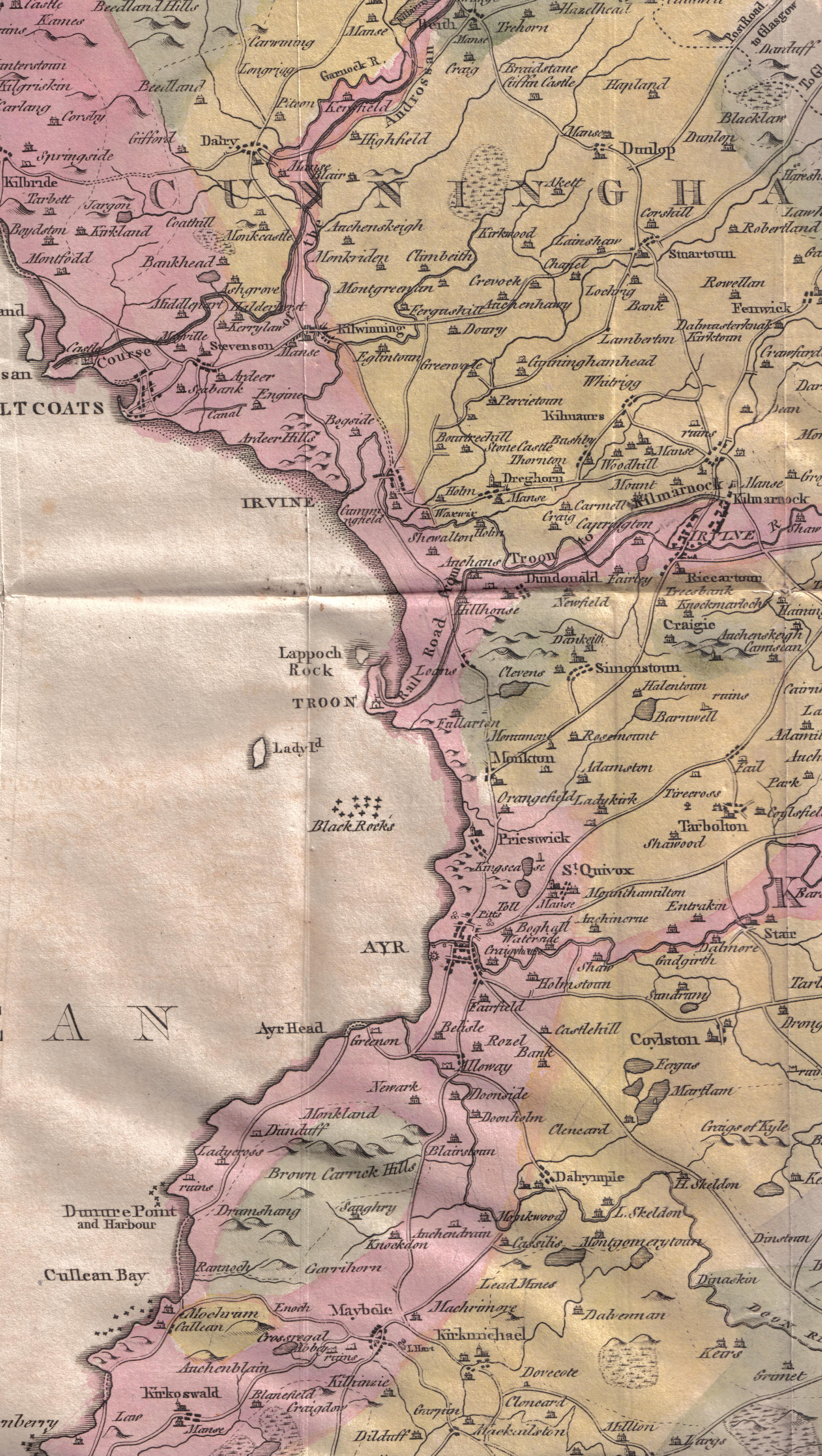
Karte von Ayrshire von William Aiton (1811)

„Auf unseren Wanderungen kamen wir einem enormen, quadratischen Gebäude vorbei, das einigen unserer Krankenhäuser in London ähnlich sah. Es waren die Stallungen und sie sind ziemlich freistehend, eine Strecke vom Schloss entfernt. Wir verliefen uns auf den vielen Umwegen und wanderten tiefer und tiefer in die Tiefen dieses ausgedehnten Anwesens. Als wir durch eine lange Avenue gingen, die so dunkel war, dass wir unsere Schritte nicht sehen konnten, flogen Myriaden von Saatkrähen auf, als wir uns näherten, und die Luft war ganz schwarz von ihnen. Einmal wanderten wir an den Gehegen entlang, ein anderes Mal wanderten wir durch den Rehpark und schreckten diese wunderschönen Kreaturen aus ihrem frühen Schlummer auf. Nach einiger Zeit erreichten wir ein Tor, von dem wir bestimmt annahmen, dass es uns in zur Hauptstraße von Irvine führen würde. Zu unserer großen Enttäuschung aber fanden wir heraus, dass dies ein Punkt war, von dem sich Straßen in verschiedene Richtungen erstreckten, von denen jede in dichten Wald führte, und es wurde offenbar, dass wir noch eine weite Strecke gehen mussten, bevor wir das ausgedehnte Anwesen von Eglinton verlassen konnten.“

Service zitiert eine Vers, der die Wälder von Eglinton betrifft:
| The Guid Wee Green Folk Doon by the Lugton, In Eglinton Woods, In blue-bell and foxglove, In the faulded up buds, It's there whaur they bide, It's there whaur they troke, It's there whaur they hide - The guid wee green folk. |

Die Erwähnung in Badderleys um 1890 entstandenen Führer Through Guide zeigt an, dass das Anwesen von Eglinton Castle an Samstagen öffentlich zugänglich war.

### Bemerkenswerte Bäume
Das Buch Flora, Fauna and Geology of the Clyde Area listet bemerkenswerte Bäume in der Gegend um den Clyde in Eglinton im Jahre 1901 auf, wodurch es zeigt, dass das Anwesen zu dieser Zeit eine der herausragendsten Sammlungen bedeutender Bäume im südlichen Schottland hatte. Das Abholzen der Bäume zum Verkauf ihres Holzes war einer der ersten Aktionen der neuen Besitzer, an die das Anwesen Ende der 1940er-Jahre verkauft wurde, aber viele der Bäume waren schon 1925 von Neill of Perstwick und Howie of Dunlop entfernt worden, weil beide Holzhändler waren.
Die wichtigsten Bäume waren: Stechpalme (Stammumfang: 2,07 Meter), Platane (Stammumfang: 3,99 Meter), Feldahorn (Stammumfang: 1,95 Meter), Rosskastanie (Stammumfang: 3,43 Meter), Vogel-Kirsche (Stammumfang: 3,33 Meter), Weißdornblättriger Ahorn (Stammumfang: 2,5 Meter), Esche (Stammumfang: 1,37 Meter), Ulme (Stammumfang: 3,81 Meter), Hainbuche (Stammumfang: 4,24 Meter), Steineiche (Stammumfang: 1,57 Meter), Edelkastanie (Stammumfang: 4,85 Meter), Buche (Stammumfang: 5,53 Meter), Buche (Stammumfang: 2,70), Lärche (Stammumfang: 2,65 Meter), Libanon-Zeder (Stammumfang: 3,0 Meter) und Waldkiefer (Stammumfang: 3,33 Meter).

## Das Turnier von Eglinton
Eglinton Castle ist am bekanntesten für sein verschwenderisches, aber unglückliches Turnier von Eglinton, ein Turnier im Stile des Mittelalters, das Archibald Montgomerie, 13. Earl of Eglinton, 1839 ausrichtete. Die Kosten und das Ausmaß der Vorbereitungen wurden in ganz Schottland bekannt und eine Eisenbahnstrecke wurde sogar frühzeitig eröffnet, um die Gäste zu Eglinton Castle zu bringen. Obwohl es im Hochsommer stattfand, spülte der typisch-schottische, sintflutartige Regen die Veranstaltung regelrecht weg, obwohl die Teilnehmer in voller, zeitgenössischer Montur versuchten, an Wettbewerben, wie dem Tjost, zu partizipieren. Unter den Teilnehmern war auch Prinz ‚‘Louis-Napoléon Bonaparte’’, der spätere französische Kaiser Napoleon III.

## Das Ende des Landhauses

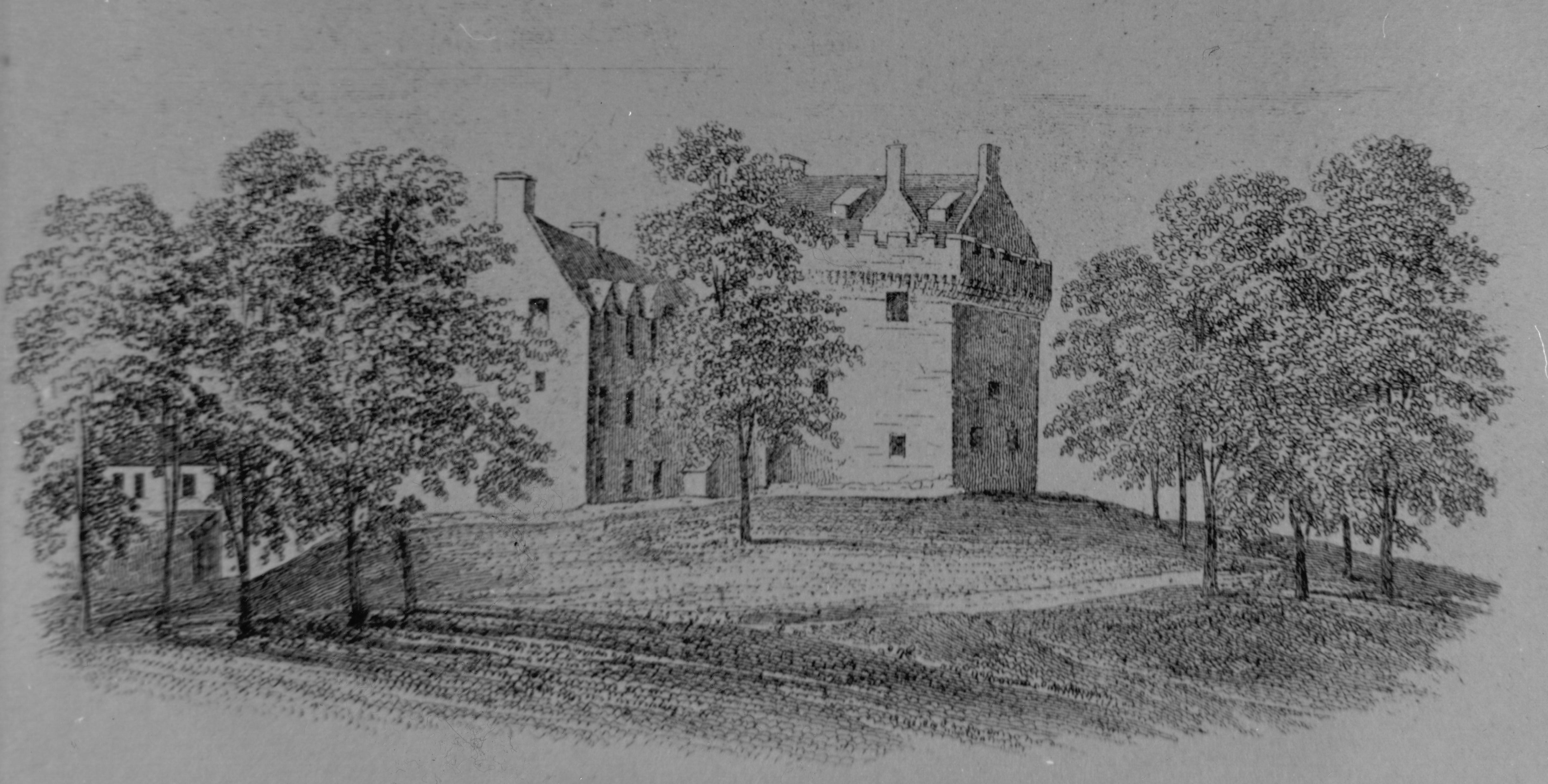
Eglinton Castle von Westen vor dem Umbau 1805

Die immensen Unterhaltskosten, der schlechte Zustand des Landhauses und Erbschaftssteuern forderten ihren Tribut bei den Finanzen der Familie. Das Landhaus wurde 1925 aufgegeben. 1926 wurde das Dach entfernt, die Eindeckung verkauft, nachdem der Inhalt des Hauses im Dezember 1925 verkauft worden war. Zunehmend ruinös kam das Gebäude im Zweiten Weltkrieg schließlich zu einem unrühmlichen Ende, als es bei einer Armeetraining ernsthaft beschädigt wurde. Die Armee zerstörte auch teilweise die eiserne Brücke, die zu den alten, eingefriedeten Gärten führte.

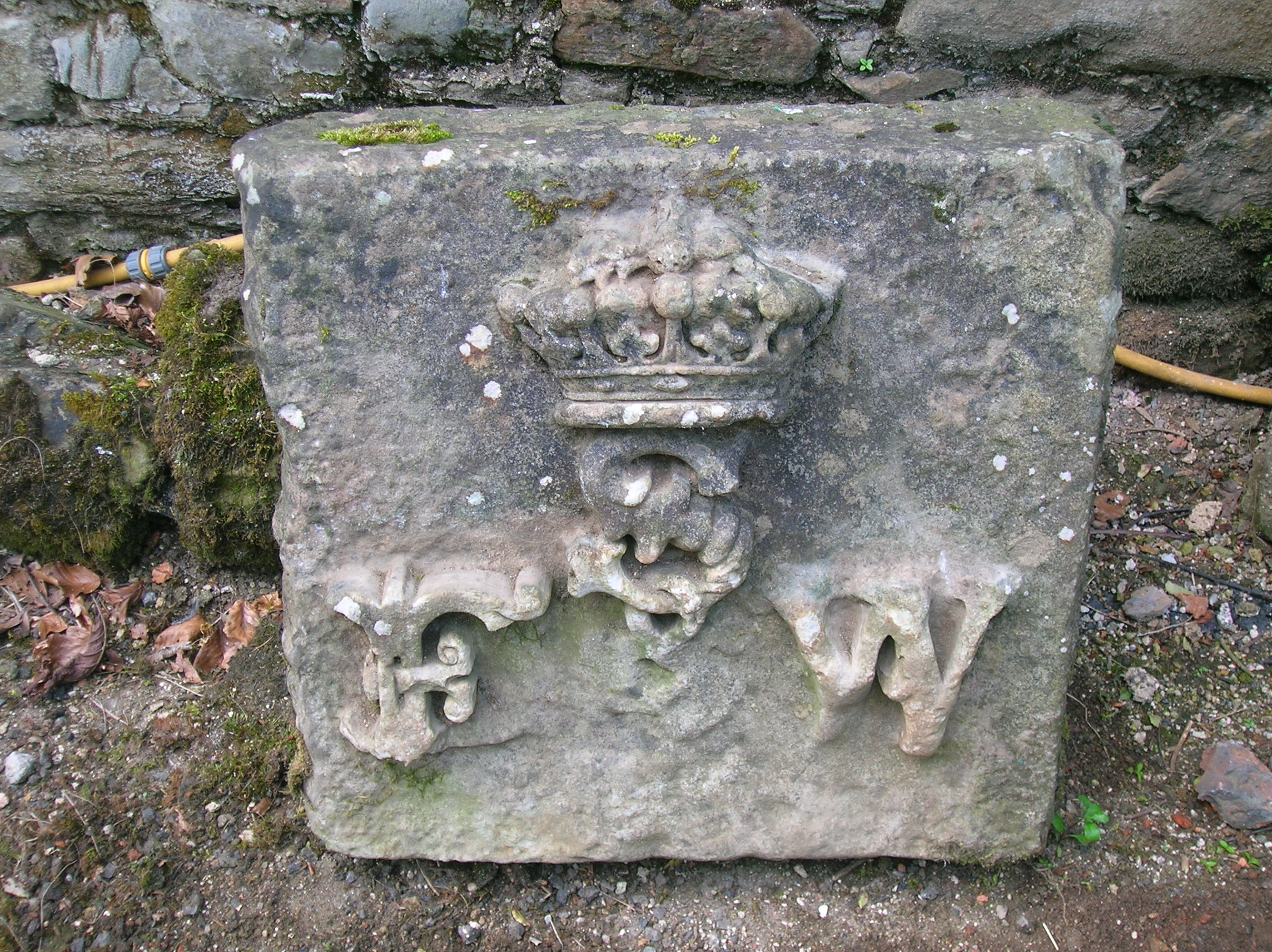
Stein zur Erinnerung an die Erhebung der Setons zu Earls of Eglinton

De Abverkauf der Ausstattung des Landhauses durch die Dowell’s Ltd im Jahre 1925 umfasste 1960 Stücke, die einen Erlös von 7004 £, 19 s, 6 d erbrachten. Der Auktionskatalog gewährt einen interessanten Einblick in die Gefühle der Familie in diesen traurigen Zeiten, in denen der größte Teil der Geschichte der Montgomeries abverkauft wurde, wie z. B. die Rüstung des 13. Earls vom Turnier 1839, ein Schild von der Tür der Kutsche des ermordeten 10. Earls und viele Gemälde von der Familie und dem Landhaus, einschließlich eines Porträts dieser großen Schönheit, Susanna Kennedy, Countess of Eglinton. Die Familie siedelte 1925 nach Skelmorlie Castle bei Largs über.
Architektenzeichnungen vom März 1930 zu Plänen, die Stallungen als Wohngebäude für den Earl of Eglinton and Winton umzubauen, sind bis heute erhalten.
Wesentliche Teile des Landhauses überlebten den Zweiten Weltkrieg, aber die Gebäude wurden aus wirtschaftlichen Gründen größtenteils abgerissen; nur der Hauptturm blieb zusammen mit Teilen der Außenmauern, der Fundamente und den Flügeln des Landhauses erhalten.
Laut Auskunft eines Gärtners soll es in Eglinton Castle einen Raum gegeben haben, der nie geöffnet wurde. Um 1925 entschloss sich ein junger Mann aus Kilwinning, einen Teil der Holzvertäfelung aus einem Raum im Landhaus mitzunehmen, da man sie ohnehin im Regen verrotten ließ, weil das Dach entfernt worden war. Er ging zum Landhaus, um mitzunehmen, was er tragen konnte, aber eines der letzten Teile, die er aussuchte, enthüllte die skelettierte Hand einer Frau. Das gesamte Skelett nahm später ein Medizinstudent mit, aber aus Angst vor Verfolgung wurde der Fall nie der Polizei mitgeteilt.

## Heute
Historic Scotland hat die Überreste von Eglinton Castle als historisches Bauwerk der Kategorie C gelistet. Die Stallungen gelten als historisches Bauwerk der Kategorie B.

## Eglinton Country Park
In den 1970er-Jahren gab es Pläne, das ausgedehnte Anwesen von 5,928 km² um die Ruinen öffentlich zugänglich zu machen. So machte man die Überreste des Landhauses sicher und riss alles bis auf die Fassade eines Flügels und den einzelnen Turm ab. Der Eglinton Country Park ist heute kostenlos zugänglich und gilt als eine der populärsten Attraktionen in Ayrshire.
Das Anwesen von Eglinton verblieb in ruinösem Zustand, bis Robert Clement Wilson es kaufte und eine Fleischkonservenfabrik in den ehemaligen Stallungen eröffnete. Auch ließ er das Grundstück auf seine Kosten in altem Glanz wieder herrichten. Die Konservenfabrik, die alle größeren Supermärkte versorgte, musste 1996 in Folge der BSE-Krise schließen.
1963 schrieb Ian Anstruther einen unterhaltsamen Bericht über das Turnier von 1839 mit dem Titel The Knight and the Umbrella.
Der Eglinton Country Park wurde in das Inventory of Gardens and Designed Landscapes in Scotland aufgenommen.